# هانس بیته
هانس آلبرشت بیته (به آلمانی: Hans Albrecht Bethe) (زاده ۲ ژوئیه ۱۹۰۶ - درگذشته ۶ مارس ۲۰۰۵) دانشمند و فیزیک‌دان نظری سرشناس آمریکایی آلمانی تبار بود. او سهم عمده ای در اختر فیزیک، الکترودینامیک کوانتومی و فیزیک حالت جامد داشت او به خاطر کار هایش در زمینه واکنش های هسته ای درون ستارگان در سال 1967 برنده جایزه نوبل شد..وی استاد دانشگاه کرنل و از اعضای پروژه منهتن بود. در طول جنگ جهانی دوم بته به عنوان مدیر بخش نظری آزمایشگاه لوس آلاموس کار میکرد. وی نقشی کلیدی در محاسبه جرم بحرانی و همچنین توسعه آزمایش  ترینیتی داشت.
بعد از جنگ جهانی دوم بته نقشی بسیار مهم در توسعه بمب هیدروژنی داشت اگرچه زمانی که به پروژه پیوست امید داشت که بتواند ثابت کند که ساخت چنین چیزی امکان پذیر نیست.